# Paul Sédallian
Paul Sédallian, né le 5 septembre 1894 à Lussan (Gard) et mort le 5 février 1960 à Saint-Rambert-l'Île-Barbe (Rhône), est un bactériologiste français.
Il est connu pour avoir œuvré au rapprochement de la recherche scientifique et de ses applications médicales pratiques. Il est le fondateur et le premier directeur de l'Institut Pasteur de Lyon.

## Biographie
Il était correspondant national pour la division d’hygiène de l'Académie nationale de médecine.
Il a été conseiller municipal de Saint-Rambert-l'Île-Barbe.

## Hommages

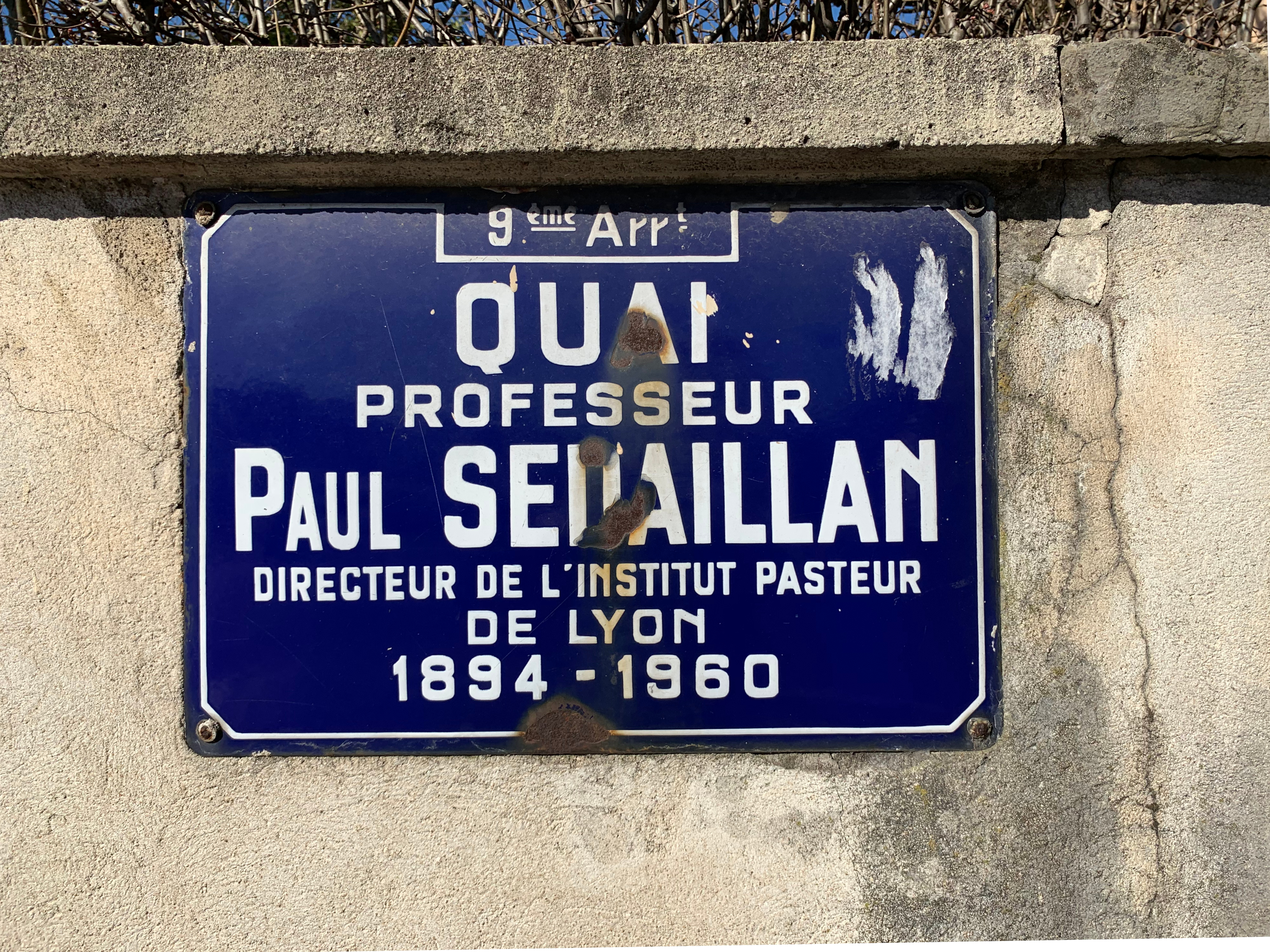
Plaque du quai Sédallian à Lyon.

Un quai et un square portent son nom à Lyon.